# Boris Papandopulo
Boris Papandopulo (Bad Honnef, 25. veljače 1906. – Zagreb, 16. listopada 1991.), bio je hrvatski skladatelj i dirigent; sin operne pjevačice Maje Strozzi-Pečić i oca ruskog plemenitaša Konstantina Papandopula. Kompoziciju je studirao u Zagrebu, a dirigiranje u Beču. Bio je zborovođa  ŠPD "Kola" u Šibeniku i Hrvatsko pjevačko društvo Zvonimir u Splitu te ravnatelj opere HNK u Zagrebu i dirigent simfonijskog orkestra Hrvatskoga radija, ravnatelj opere u Rijeci, dirigent opere u Sarajevu, Zagrebu i Splitu. Ravnao je i Tamburaškim orkestrom HRT-a. Neko je vrijeme bio i stalni gost dirigent Opere u Kairu. Bavio se i glazbenom kritikom i publicistikom. Autor je jednog od najvećih opusa u hrvatskoj glazbi: skladao je tridesetak orkestralnih, petnaestak koncertantnih, četrdesetak komornih i tridesetak glazbenoscenskih djela, petnaestak svjetovnih kantata, desetak crkvenih skladbi, niza popijevki, zborova, obradbi narodnih napjeva, te scensku i filmsku glazbu.

## Životopis
Boris Papandopulo rođen je u Bad Honnefu na Rajni 1906. Papandopulo je u Zagrebu od 1921. studirao kompoziciju na Muzičkoj akademiji (teorijske predmete u razredu Frana Lhotke i Franje Dugana starijeg, glasovir u razredu Antonije Geiger-Eichhorn) i diplomirao u razredu Blagoja Berse 1929. U međuvremenu, na preporuku obiteljskoga prijatelja Igora Stravinskoga, 1925–28. u Beču studirao dirigiranje, isprva privatno u D. Focka, potom na Novom bečkom konzervatoriju u R. Niliusa. Zarana počeo skladati – glasovitu je Contradanzu za glasovir, prema vlastitoj izjavi, skladao za studija, a skladbu s oznakom op. 1, In petto degli amanti za sopran i komorni orkestar, 1924. kad i Prvi gudački kvartet (revidirao ga je 1927.). Godine 1928. u Beču mu je uspjelo praizvedena kantata Slavoslovije (Laudamus) za sole, mješoviti zbor i orkestar, a 1930. u Hrvatskom glazbenom zavodu održan je njegov prvi autorski skladateljski koncert: Antonija Geiger-Eichhorn praizvela je Prvu sonatu za glasovir op. 10, a Maja Strozzi-Pečić sudjelovala je u praizvedbi za nju skladanoga antologijskoga djela Concerto da camera op. 11. 
Kao dirigent je debitirao 1927. u Zagrebu ravnajući izvedbom vlastite skladbe Veče mladosti za mješoviti zbor i orkestar s Hrvatskim pjevačkim društvom »Kolo« i Zagrebačkom filharmonijom. Od 1929. do 1934. bio je umjetnički voditelj i dirigent ŠPD "Kola", ujedno 1930–35. dirigent Društvenoga orkestra HGZ-a i 1932–35. Učiteljskoga pjevačkoga zbora »Ivan Filipović«. Često je nastupao i kao pijanist u komornim sastavima, a ponajviše kao glasovirski pratilac pjevača. Nezadovoljan statusom u Zagrebu, odlazi u Split, gdje je 1935–38. nastavnik u Gradskoj glazbenoj školi i zborovođa Hrvatskog pjevačkog društva Zvonimir u Splitu, ujedno 1936–38. nastavnik glazbe u dominikanskoj gimnaziji u Bolu. U Zagrebu 1938–46. ponovo vodi ŠPD "Kolo", istodobno je u HNK od 1938. korepetitor, 1940–45. dirigent i 1943–45. ravnatelj Opere te na Hrvatskom krugovalu 1942–45. dirigent Simfonijskoga orkestra. Zaposlen na Radio-stanici Zagreb od kolovoza 1945. do svibnja 1946. kad mu je, zbog dužnosti koje je obnašao ratnih godina, odlukom Suda časti Udruženja kompozitora Hrvatske četiri mjeseca zabranjeno javno djelovanje. Potom je pozvan da preuzme neku od ponuđenih funkcija. Odlučio se za mjesto direktora Opere Narodnoga kazališta »Ivan Zajc« u Rijeci, gdje je za prvoga mandata 1946–48. obnovio ansambl i postavio opsežan repertoar. Godine 1948. imenovan je direktorom Opere Narodnoga kazališta u Sarajevu, gdje je, zadržavši se do 1953., ostavio trag na svim glazbenim područjima. Od 1949. bio je i nastavnik u sarajevskoj Državnoj muzičkoj školi. U Rijeci je ponovno na čelu Opere 1953–59.: iznimno pridonosi glazbenomu životu grada, usmjeruje opernu i koncertnu repertoarnu politiku i prema manje poznatim djelima, intenzivno sklada, često nastupa kao dirigent i pijanist te drži predavanja kako bi glazbenu umjetnost približio što većemu broju slušatelja. Od 1959. do 1965. dirigent je Opere HNK u Zagrebu, 1968–74. Opere HNK u Splitu, a istodobno gostuje ravnajući različitim ansamblima u nas (Simfonijski i Tamburaški orkestar RTV Zagreb, orkestar Zagrebačkoga gradskoga kazališta »Komedija«) te u Mostaru, Beogradu, Sarajevu i Kairu. Posljednjih desetljeća života bio je aktivan podjednako kao skladatelj i dirigent.
Skladajući nesmanjenim intenzitetom gotovo šest desetljeća, stvorio je opus od približno 440 djela. Skladao je orkestralnu (simfonijske pjesme, baletne suite, dvije simfonije), koncertantnu (za glasovir, violinu, fagot, čembalo, kontrabas, timpane), komornu, glasovirsku, vokalnu (solo-popijevke, zborovi), vokalno-instrumentalnu (16 kantata), glazbeno-scensku (osam opera, 12 baleta) i filmsku glazbu. Snažnu potrebu za istraživanjem zvukovnosti iskazuje zarana u trima tematskim krugovima: folklornom, sakralnom te onom temeljenom na tradicionalnim oblikovnim uzorima (ta će se načelna podjela vidjeti u cijelom opusu, premda ima i znakovito vrijednih otklona). Kompleksnost postupanja s glazbenom građom te niz rješenja netipičnih u usporedbi s djelima proizašlim iz folklorne tematike drugih hrvatskih skladatelja istoga razdoblja temelj su strukture njegovih vokalnih i vokalno-instrumentalnih djela. Tretirajući glazbeni folklor kao samo jedan od izvora različitih elemenata glazbe, nikad se nije podvrgnuo ideološkim pravilima koja su bitno obilježila neonacionalni stil u hrvatskoj glazbi između Prvoga i Drugoga svjetskoga rata. Ta neobvezatnost odnosa dopustila mu je mogućnost odabira, vlastitost što će se očitovati u svim etapama, od melodijske i ritamske invencije do konačnoga oblika partiture (romantični ep Utva zlatokrila, tekst V. Nazor, 1932.). Tijekom godina njegov će odnos prema glazbenom folkloru sve više apstrahirati tako što će se ishodišni predložak prepoznavati isključivo kao zvukovna, tonska građa lišena izvanglazbenoga sadržaja i razloga, ali često vezana uz kakvu specifičnu temu (Istarske freske iz Berma, 1973.; Osorski requiem, 1977.). 
Njegovo se stvaralaštvo temeljilo na uvjerenju da sve »stvari života« uvijek mogu biti i »stvari glazbe« i to je neprestano interferiranje funkcioniralo neovisno o tom je li pojedino djelo imalo i vlastitu, autonomnu priču. Komorni mu opus podrazumijeva skladbe za tradicionalne sastave, ali i djela s neobičnim sastavima, kojima kao da je uloga realizirati neku posve novu predodžbu zvučnosti. Istraživački poriv prema zvukovnoj boji iskazivao je već 1930-ih, što će, pokazat će se poslije, biti jedno od temeljnih obilježja njegova svekolikoga opusa. Zvučanje kao temeljni zakon podvrgava se jedino kretanju kao svojoj vremenskoj koordinati. U kretanju se sažimlju parametri melodijskoga crteža i njegove ritamske razvedenosti te čine ustroj skladbe unutar formalnoga okvira. Taj pak okvir iskazuje stanovitu dvoznačnost iz koje se na jednoj strani raspoznaju temelji tradicionalnoga oblika, a na drugoj oblik ovisi o izdržljivosti, o kapacitiranosti tematske građe, katkad čak i motiva, da reproducira, mijenja, obrađuje, transponira vlastite elemente. Česta je procjena njegove glazbe kao izrazito motorične, iako intencija prema ponavljanju segmenata građe može biti i u svezi s tradicijom ponavljanja kao obilježja folklornoga glazbenoga idioma. Izazov zvučanja svakako je nadređen svim skladateljskim postupcima bez obzira na to o kakvu je parametru riječ i jesu li posrijedi folklorom obojeni stavci ili se temelje na kakvu modusu ili možda čak i na dvanaestotonskom redoslijedu. Često se to vidi i u izboru glazbala, jedinstvenom za onodobnu skladateljsku praksu. U nekonvencionalne instrumentalne kombinacije upuštao se već u ranim djelima, a osobito je u tom bio inventivan u poslijeratnim godinama (Concertino za trubu i timpane, 1950.; Na teferiču za zbor, klarinet i veliki bubanj, 1952.; kantata Romaniji za zbor, četiri trube, četiri trombona i dva para timpana, 1953.; Groteska za tubu, glasovir i udaraljke, 1964.; Razgovor ugodni za flautu i čembalo, 1969.). Osim neobičnih zvukovnih kombinacija, prostor zvučnosti proširuje i čestim odabirom velikih vokalno-instrumentalnih sastava, poduprtih neuobičajenim glazbalima, većim brojem solista, otvarajući pritom i mnogobrojne mogućnosti u realizaciji formalnih zamisli. U istoj su ovisnosti o zvučnom učinku posljedično i česte promjene tonaliteta, njegovo proširenje ili pak potpuno napuštanje, uravnoteženo, ekonomično, ali i potpuno korištenje opsega i mogućnosti pojedinih glazbala, dok se od izvođača zahtijeva maksimum, jednako na razini umijeća kao i na suptilnijoj, kreativnijoj razini, koja će igri sa zvukovnom bojom udahnuti umjetnički život. Oblik u Papandopulovu djelu ovisi o njegovoj potrebi da sitnjenjem i ponavljanjem motiva, ili čak njegovih dijelova, u doslovnom, a češće u variranom obliku postigne dinamizam kretanja (neobarokna motoričnost). Očituje se to i u građenju velike forme nizanjem malih, u sebi zatvorenih oblika. Rijetko će se u tom golemom opusu susresti sonatni oblik, a uočljivo je pretežno baratanje s malim oblikom vrlo često jednostavnoga trodijelnoga ustroja. Slijed malih cjelina nerijetko je povezan u zbroj međusobno korespondentnih, gotovo samostalnih, zaokruženih odjeljaka kakva velikoga vokalno-instrumentalnoga djela. Živost glazbenoga protoka katkad zaokuplja pozornost na štetu melodijskoga tijeka, osobito kad se služi plesnim pokretom kao polazištem, a svaka ritamski složenija vodoravna linija teži ornamentiranju (triole, kvintole, sekstole, septole). Načelu okomitoga ritmičkoga kontrastiranja pogoduje intenzivna i gusta promjena metra, njegov omiljeni postupak, a krajnji je učinak na trenutke upravo fascinantna dinamičnost. 
Sve te sastavnice skladateljskoga izraza moguće je slijediti u njegovu stvaralaštvu koje sadržava gotovo sve tradicijom naslijeđene oblike, ali i mnoge nestandardne formacije koje su pokrenule spoznajne skladateljske vizure u hrvatskoj glazbi prve polovice 20. stoljeća, a da nisu zakoračile u prostore avangardnih glazbenih procesa koji su prodrli u hrvatsku glazbu potkraj 1950-ih.
Papandopulov opus, jedan od najvećih u cjelokupnoj hrvatskoj glazbenoj povijesti, ne samo opsegom nego i umjetničkom vrijednošću snažno je obilježio hrvatsku glazbenu umjetnost 20. stoljeća. Skladao je glazbu za igrane filmove Barok u Hrvatskoj i Lisinski (O. Miletić, 1942., 1944.), Bakonja fra Brne i Stojan Mutikaša (F. Hanžeković, 1951., 1954.), U oluji (V. Mimica, 1952.), Milioni na otoku (B. Bauer, 1955.) i Pustolov pred vratima (Š. Šimatović, 1961.), za 14 dokumentarnih filmova (Vlak broj 51, R. Sremec, 1947; Jadran kroz vjekove, Melita Filipović, 1948; Vincent iz Kastva, M. Katić, 1956) te animirani Susret na pijesku (B. Brajković, 1959.). Obrađivao je božićne pjesme za zbor i orkestar, redigirao djela Vatroslava Lisinskoga i Ivana pl. Zajca, skladatelja koje je promovirao i kao dirigent. 
U fonoteci Hrvatskoga radija sačuvano je više od 300 snimka njegovih skladba i oko 200 snimka njegovih dirigentskih interpretacija s različitim orkestrima i ansamblima. Ostavština mu se od 2006. čuva u knjižnici Hrvatskoga glazbenog zavoda u Zagrebu. 
Bio je redoviti član JAZU (današnja Hrvatska akademija znanosti i umjetnosti) od 1965., počasni član Hrvatskoga glazbenog zavoda od 1977. 
Umro je u Zagrebu 1991. Pokopan je na zagrebačkome groblju Mirogoju.

## Djela (izbor)

### Opere
- "Sunčanica" (libreto: Marko Soljačić, temeljem Sunčanice Šiška Gundulića i Osmana Ivana Gundulića)
- "Amfitrion"
- "Rona"

### Baleti
- "Zlato"
- "Teuta"
- "Kraljevo"

### Ostala djela
- "Istarske freske"
- "Marulova pisan"
- "Muka gospodina našega Isukrsta"
- "Hrvatska misa u d-molu op.86"
- "Podnevna simfonija"
- Sinfonietta za gudače
- Osam studija
- Osorski requiem
- Klarinetski kvintet
- Poljička misa
- Kantata "Himna suncu"

## Nagrade i priznanja
Dobitnik je nagrada grada Zagreba 1961. i 1962., »Vladimir Nazor« 1963. (za kantatu Legende o drugu Titu) i 1968. (za životno djelo), »Josip Štolcer Slavenski« 1970. i »Lovro pl. Matačić« 1990. 

## Spomen
- Njegovo ime nose osnovne glazbene škole u Kutini (od 1993.) i Splitu (od 1996.) te kvartet saksofona u Zagrebu (od 2013.).
- Hrvatsko društvo skladatelja utemeljilo je 1997. i po njemu nazvalo godišnju nagradu za autorsko stvaralaštvo na području ozbiljne glazbe.
- Portretne karikature načinili su mu Jozo Kljaković (oko 1925.) i Klementina Požgaj-Schwarz (crtež ugljenom, Grafička zbirka NSK), a portretirali su ga i Truda Braun-Šaban (crtež ugljenom, 1945.), J. Marinović (reljef, od 1996. u HNK u Zagrebu) i K. Kovačić (poprsje, od 2003. u Aleji hrvatskih skladatelja u Osoru; odljev od 2006. u zagrebačkom i splitskom HNK).
- Godine 2006. izdana je poštanska marka s njegovim likom (serija Hrvatska glazba).
- Grad Zagreb je u godini 2008. u spomen na skladatelja i dirigenta imenovao ulicu u naselju Novom Jelkovcu u Sesvetama.
- 2. Osorske glazbene večeri 1977. godine te 28. 2003. godine bile su posvećene Borisu Papandopulu.
- 2012.: Godišnja manifestacija Hrvatsko natjecanje mladih glazbenih umjetnika Papandopulo, koju su pokrenuli Institut hrvatske glazbe i Hrvatska radiotelevizija, nazvana je po njemu.[5][6]

## Poveznice
- Hrvatski skladatelji klasične i folklorne glazbe

## Vanjske poveznice
- Papandopulo, Boris Hrvatska enciklopedija. LZMK
- LZMK / Proleksis enciklopedija: Papandopulo, Boris
- LZMK / Krležijana: Papandopulo, Boris
- Discogs.com – Boris Papandopulo (diskografija) (engl.)